# 日本人 (アルバム)
『日本人』（にっぽんじん）は2012年4月25日発売の氣志團の通算7枚目のアルバムである。

## 概要
- メジャー・デビュー10周年から明けた2012年におよそ1年半ぶりのリリースとなった。
- ジャケットやブックレットはビートルズのアルバム『サージェント・ペパーズ・ロンリー・ハーツ・クラブ・バンド』のパロディになっており、それらにはメンバーの家族と先祖の写真が使用されている。

## 収録曲
1. 夜明け
  - 作曲：星グランマニエ
2. 日本人
  - 作詞・作曲：綾小路翔

TBS系列「プロ野球中継」テーマ曲。
「戦国鍋TV 〜なんとなく歴史が学べる映像〜」ED曲。
3. ダンシンッ!!
  - 作詞：綾小路翔/作曲：西園寺瞳
4. スタンディング・ニッポン
  - 作詞・作曲：綾小路翔

「スウィンギン・ニッポン」の一部歌詞を変えたバージョン。
5. オールナイトロング
  - 作詞・作曲：星グランマニエ
6. BABY BLUE
  - 作詞：綾小路翔/作曲：星グランマニエ
7. 東京
  - 作詞・作曲：綾小路翔
8. 氣志團ちゃん数え歌
  - 作詞・作曲：綾小路翔
9. 紫のあいつ
  - 作曲：西園寺瞳
10. DEAR MY GIRL
  - 作詞・作曲：綾小路翔
11. ありがとう ばかやろう
  - 作詞：綾小路翔/作曲：西園寺瞳
12. 落陽
  - 作詞：綾小路翔/作曲：星グランマニエ
13. MY WAY
  - 作詞：Paul Anka/作曲：Claude François・Jacques Revaux